# 陳郡
陳郡，中國古郡名，或為楚郡、陳國、淮陽國、淮陽郡，漢初的十國十五郡之一。其中心地區在今河南省周口市一帶。

## 建置沿革

### 秦代
秦始於前224年置，然而郡的初名，姚鼐據《史記·陳涉世家》記載「攻陳，陳守、令皆不在」，曰「則知有陳郡矣」，認為「陳」為郡名。之後多數之學人如王國維、譚其驤都沿襲此說，並謂秦設有陳郡。然而秦漢朝人敘事，本有以郡治之縣名替代郡名的習慣，如南陽郡守稱宛守，會稽郡守稱吳守，東海郡守稱郯守。傳世秦封泥有「淮陽發弩」，雲夢秦墓四號墓出土的木牘家書云「（黑夫）直佐淮陽，功反城久，〔死〕傷未可知也。」黃盛璋就對此家書作過詳細考証，認為「是秦始皇時，己有淮陽之名，不是始於漢高帝」。后曉榮考証認為初名「楚郡」，後稱淮陽郡，傳統上認為是陳郡，實千古之誤」。領縣可証者有：陳縣、陽安、汝陽、汝陰、南頓、長平、新蔡、慎縣、柘縣、平輿、陽夏、新郪、新陽、陽城、榆縣、朗陵、陘山、西平、上蔡、成陽、安陽、召陵、固陵、寢縣、項縣、安陵等廿七縣。

### 西漢以後

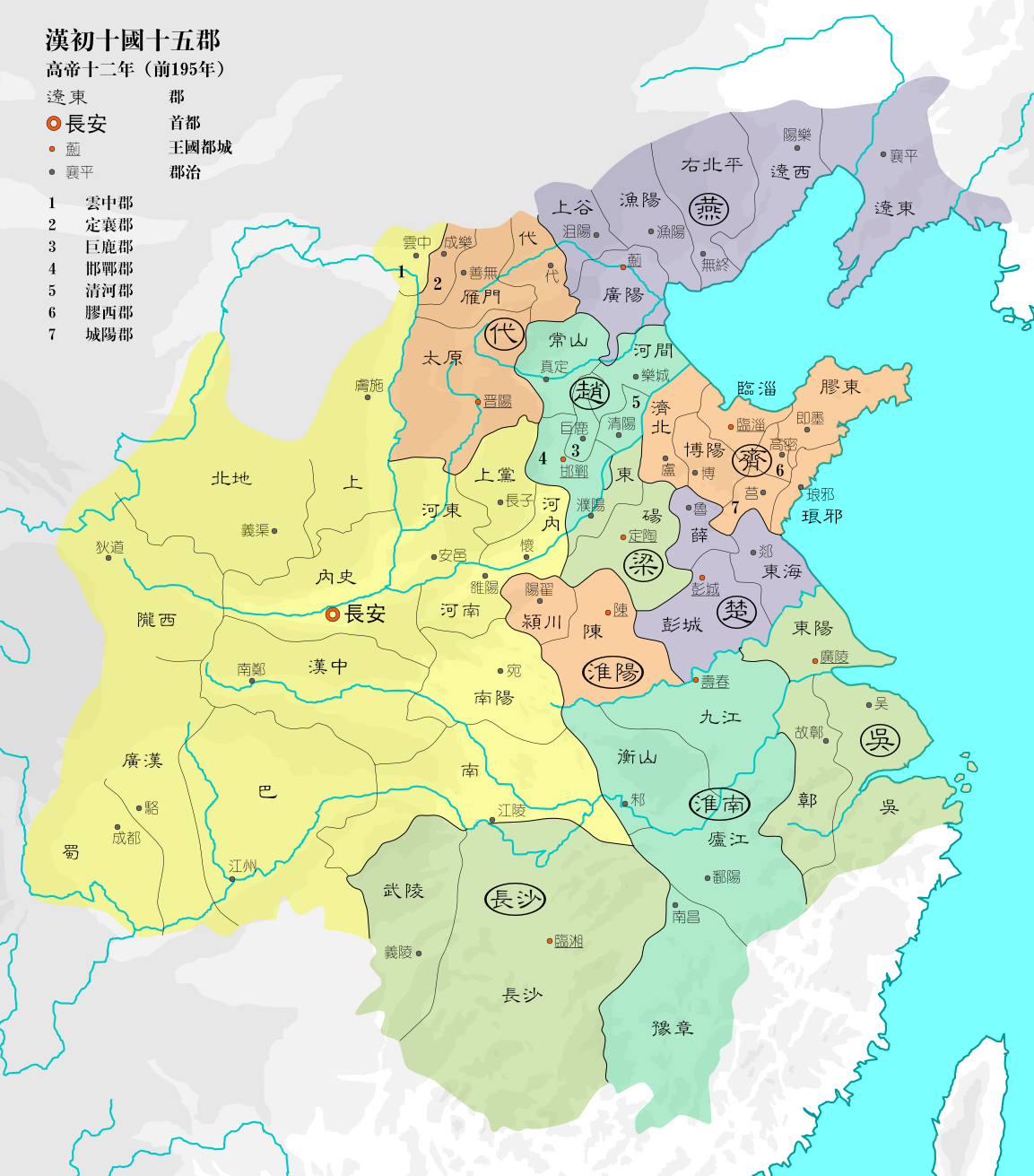
前195年，漢朝初期淮陽國所在的位置。

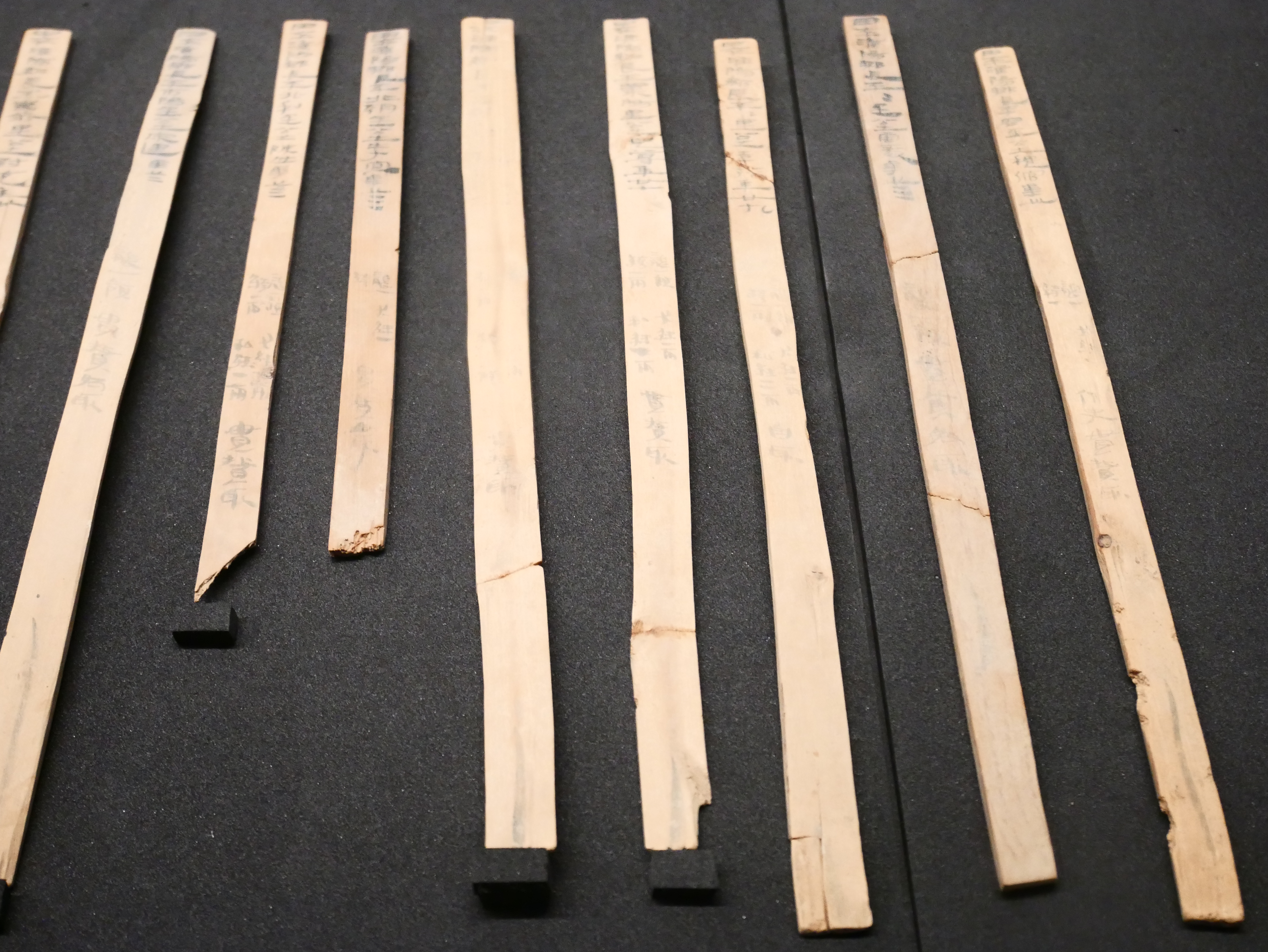
居延漢簡中淮陽郡長平縣田卒名籍

漢初，屬韓信之楚國，後除為郡。高帝十一年（前196年）置淮陽國，治陈县（今河南省周口市淮阳區）。因在淮河之北，故名，为汉初同姓九国之一。辖境相当今河南省周口市淮阳區、太康縣、扶溝縣、鹿邑縣，與商丘市柘城縣等地。惠帝、呂后、文帝時屢除為郡。景帝三年（前154年）淮陽國除為淮陽郡。宣帝元康三年（前63年）復置淮陽國。治陳縣，屬兗州刺史部。成帝元延末年（約前8年）領九縣：陳縣、苦縣、陽夏縣、寧平縣、扶溝縣、固始縣、圉縣、新平縣、柘縣。其轄境大致相當於今周口市淮阳區、太康县、鹿邑縣、西華縣，與商丘市柘城縣一帶。平帝元始二年（2年）有135544戶，981423人，王莽改淮陽為新平。
光武帝建武元年（25年）置淮陽國，封劉玄為淮陽王，未幾國除。建武十五年（39年）復置淮陽國。章帝章和二年（88年）改淮陽國為陳國。漢順帝永和五年（140年），陳國有112653戶，1547572人，領縣有陳、陽夏、寧平、苦、柘、新平、扶樂、武平、長平9縣。獻帝建安二年（197年）廢陳國為陳郡。
三國魏置陳郡，領縣有陳、柘、武平、長平、項5縣。西晉時陳郡併入梁國，北魏時陳郡設治項縣。隋開皇三年（583年）廢。大業中置淮陽郡，治宛丘縣。唐置陳州。

## 歷代國王

### 淮陽王
淮陽王（前187年—前180年）
| 傳位                          | 諡號     | 姓名 | 在位年數 | 在位時間        |
| 西漢淮陽國（前187年—前180年） |          |      |          |                 |
| 第1代                         | 淮陽懷王 | 劉強 | 4年      | 前187年—前183年 |
| 第2代                         | 淮陽王   | 劉武 | 3年      | 前183年—前180年 |

淮陽王（前176年—前168年）
| 傳位                          | 諡號   | 姓名 | 在位年數 | 在位時間        |
| 西漢淮陽國（前176年—前168年） |        |      |          |                 |
| 第1代                         | 梁孝王 | 劉武 | 8年      | 前176年—前168年 |

淮陽王（前155年－前153年）
| 傳位                           | 諡號   | 姓名 | 在位年數 | 在位時間         |
| 西漢淮陽國（前155年－前153年） |        |      |          |                  |
| 第1代                          | 魯共王 | 劉餘 | 2年      | 前155年－前153年 |

淮陽王（前63年－9年）
| 傳位                      | 諡號     | 姓名 | 在位年數 | 在位時間       |
| 西漢淮陽國（前63年－9年） |          |      |          |                |
| 第1代                     | 淮陽憲王 | 劉欽 | 36年     | 前63年－前27年 |
| 第2代                     | 淮陽文王 | 劉玄 | 26年     | 前27年－前1年  |
| 第3代                     | 淮陽王   | 劉縯 | 9年      | 前1年－9年     |

### 陳王
陳王（88年－197年）
| 傳位                    | 諡號   | 姓名 | 在位年數 | 在位時間     |
| 東漢陳國（88年－197年） |        |      |          |              |
| 第1代                   | 陳敬王 | 劉羨 | 10年     | 88年－97年   |
| 第2代                   | 陳思王 | 劉鈞 | 21年     | 97年－117年  |
| 第3代                   | 陳懷王 | 劉竦 | 2年      | 118年－119年 |
| 第4代                   | 陳頃王 | 劉崇 | 5年      | 120年－124年 |
| 第5代                   | 陳孝王 | 劉承 | 不明     | 125年－？    |
| 第6代                   | 陳愍王 | 劉寵 | 不明     | ？－197年    |

陳王（232年）
| 傳位              | 諡號   | 姓名 | 在位年數 | 在位時間 |
| 曹魏陳國（232年） |        |      |          |          |
| 第1代             | 陳思王 | 曹植 | 10年     | 232年    |

## 相、太守
國相
朱頡
黄昌
羊昌
師遷
張歆
邊韶
孔疇
許瑒
駱俊
袁嗣
太守
潘蹇
孫該
胡軫

### 縣侯
陳侯曹仁
陽夏侯馮異
武平侯曹操
長平侯劉隆

## 士族
- 陳郡謝氏
- 陈郡袁氏
- 陈郡殷氏